# 小行星9943
小行星9943（9943 Bizan）是一颗绕太阳运转的小行星，为主小行星带小行星。该小行星于1989年10月19日发现。

## 轨道参数
小行星9943的轨道半长轴为390 466 607 km，2.6100709 UA，离心率为0.162。